# Le Fantôme de la rue Morgue
Pour les autres articles liés à la rue Morgue, voir Rue Morgue.
Le Fantôme de la rue Morgue (titre original : Phantom of the Rue Morgue) est un film américain réalisé en relief (3D) par Roy Del Ruth, sorti en 1954.
Il s'agit d'une adaptation au cinéma de la nouvelle Double Assassinat dans la rue Morgue, écrite par Edgar Allan Poe, publiée en 1841.

## Synopsis
Un premier meurtre sanglant dont la victime est une jeune fille est commis Rue Morgue à Paris. La victime a été atrocement démembrée, l'appartement est dévasté. Elle porte au poignet un bracelet hermétique munie de clochettes. 
D'autres crimes sont perpétrés dans la foulée (toujours de belles jeunes filles), toujours le même bracelet. L'assassin s'enfuit par les toits avec une extraordinaire agilité.  Le commissaire Bonnard chargé de l'enquête se perd en conjectures et finit par accuser le professeur Georges Dupin, l'assistant de Marais, un biologiste de renom qui possède un zoo et se livre à d'étranges expériences psychologiques. Marais est amoureux de la fiancée de Dupin, Jeannette, l'invite chez lui, lui montre un énorme gorille caché dans la cave tout en évoquant le souvenir de sa jeune et belle épouse qui s'est suicidée 5 ans plus tôt. Toutes les preuves semblent accabler Dupin, mais alors que ce dernier est incarcéré et nie farouchement, un nouveau meurtre est commis. 
L'énigme est résolue : la mort a été donnée par un singe, et il faut faire vite car Jeannette est prisonnière de Marais qui lui a offert un bracelet à clochettes. Dupin soumet sa théorie à Bonnard.

## Fiche technique
- Titre : Le Fantôme de la rue Morgue
- Titre original : Phantom of the Rue Morgue
- Réalisation : Roy Del Ruth
- Scénario : Harold Medford et James R. Webb d'après Double Assassinat dans la rue Morgue d'Edgar Allan Poe
- Production : Henry Blanke
- Société de production : Warner Bros. Pictures
- Musique : David Buttolph
- Photographie : J. Peverell Marley
- Costumes : Moss Mabry
- Montage : James Moore
- Pays d'origine : États-Unis
- Format : Couleurs - Mono
- Genre : Fantastique
- Durée : 83 minutes
- Date de sortie : 19 mars 1954

## Distribution
- Karl Malden (V.F : Robert Dalban) : Dr Marais
- Claude Dauphin : (V.F : Pierre Leproux) : Inspecteur Bonnard
- Patricia Medina : (V.F : Nelly Benedetti) : Jeanette
- Steve Forrest : (V.F : Roland Ménard) : Professeur Paul Dupin
- Allyn Ann McLerie : Yvonne
- Anthony Caruso : (V.F : Jean Clarieux) : Jacques
- Merv Griffin : (V.F : Jean-Henri Chambois) : Georges Brevert
- Paul Richards : (V.F : Raymond Loyer) : René, le lanceur de couteaux
- Erin O'Brien-Moore : l'habilleuse
- Rolphe Sedan : (V.F : Pierre Michau) : LeBon
- Dolores Dorn : Camille

Acteurs non crédités
- Rico Alaniz : un gendarme
- Charles Gemora : Sultan, le gorille
- Belle Mitchell : le concierge
- John Parrish : un barman
- Leonard Penn : le gendarme Dumas
- Tito Vuolo : Pignatelli

## Autour du film
- La Rue Morgue à Paris n'existe pas et n'a jamais existé. Elle a été inventée par Edgar Allan Poe pour les besoins de sa nouvelle Double Assassinat dans la rue Morgue.